# Balástya
Balástya község Csongrád-Csanád vármegyében, a Kisteleki járásban.

## Fekvése
Csongrád-Csanád vármegye középső részén fekszik Szegedtől 20 kilométerre északnyugatra, Kistelektől 5 kilométerre délkeletre, Ópusztaszertől pedig 15 kilométerre délnyugatra. Szomszédai még: kelet felől 10 kilométerre Dóc, délkelet felől 10 kilométerre Sándorfalva, dél felől 10 kilométerre Szatymaz és 19 kilométerre Zsombó, délnyugat felől 10 kilométerre Forráskút, nyugat felől 19 kilométerre Csólyospálos, északnyugat felől 10 kilométerre Kömpöc, 16 kilométerre pedig Csengele.

### Megközelítése
Az 5-ös főút keresztülhalad a településen, így Budapest-Kecskemét és Szeged felől is ez a legkézenfekvőbb megközelítési útvonala. Központját nyugat felől elkerülve közigazgatási területén áthalad az M5-ös autópálya is, amelynek csomópontja is van itt. A sztráda lehajtójától az 5422-es úton lehet bejutni a településre vagy eljutni Forráskútra. Szomszédai közül Csengelével az 5421-es, Dóccal a 4524-es út köti össze. Határát érinti még a Szatymazról Forráskút felé vezető 5423-as út és a Kiskunmajsa-Kistelek-Ópusztaszer közt húzódó 5411-es út is.
A hazai vasútvonalak közül a települést a Cegléd–Szeged-vasútvonal érinti, melynek három megállási pontja van itt: Budapest irányából nézve előbb Kapitányság megállóhely az 5421-es út vasúti keresztezése mellett, a település központjától jó 2,5 kilométerre északnyugatra, azután Balástya vasútállomás az 5422-es út vasúti keresztezésétől délre, a belterület délnyugati szélén, végül Balástya külterületének déli részén Őszeszék megállóhely, amely csak alsóbbrendű utakon érhető el.

## Története
A település őse 1725-től a kapitányságokra osztott  környező tanyavilág részeként Szegedhez tartozott. 
1891-ben Szeged-Felsőközpont néven alapítottak egy települést, amely tanyaközpontként közigazgatási feladatokat is ellátott. Volt parókiája, temploma, orvosi rendelője, iskolája, állatorvosi rendelője, csendőrsége, és a településen lakó gazdák által épített Katolikus Népháza is.
Ez a településmag lassan fejlődött, az önálló községi státusz eléréséhez közel 100 évnek kellett eltelnie. Végül a Balástya, Gajgonya, Őszeszék Kapitányságokból és Fehértó Kapitányság nagy részéből kialakított Balástya 1950-ben lett önálló község. Az átalakulás során egyes tanyák gazdaságilag, tulajdonilag és társadalmilag fokozatosan leváltak a városról. A térséget szórványtanyák jellemezték, amelyekből tanyás-falu fejlődött ki. 
Az önálló községgé válás óta a népesség száma folyamatosan csökkent – 1949 és 2005 között 6369 főről 3511 főre –, pedig Balástya olyan település, ahol markáns fejlődési folyamatok is érzékelhetők.

## Közélete

### Polgármesterei
- 1990–1994: Rácz Ferenc (független)[3]
- 1994–1998: Nagy Sándor (független)[4]
- 1998–2002: Ujvári László (független)[5]
- 2002–2006: Ujvári László (független)[6]
- 2006–2010: Ujvári László (független)[7]
- 2010–2014: Ujvári László (független)[8]
- 2014–2019: Ujvári László (független)[9]
- 2019–2024: Ujvári László (független)[10]

+ 2024– : Ujvári László (független)

## Népesség
| Lakosok száma | 3481 | 3445 | 3422 | 3305 | 3147 | 3181 | 3233 |
|               | 2013 | 2014 | 2017 | 2021 | 2022 | 2023 | 2024 |

2001-ben a település lakosságának 99%-a magyar, 1%-a egyéb nemzetiségűnek vallotta magát.
A 2011-es népszámlálás során a lakosok 90,1%-a magyarnak, 0,2% horvátnak, 0,3% németnek, 3,7% románnak, 0,2% szerbnek mondta magát (9,3% nem nyilatkozott; a kettős identitások miatt a végösszeg nagyobb lehet 100%-nál). A vallási megoszlás a következő volt: római katolikus 68,5%, református 3,9%, evangélikus 0,5%, görögkatolikus 0,3%, felekezeten kívüli 9,9% (15,1% nem nyilatkozott).
2022-ben a lakosság 88,7%-a vallotta magát magyarnak, 1,3% románnak, 0,4% németnek, 0,3% cigánynak, 0,2% szerbnek, 0,2% lengyelnek, 0,1% görögnek, 0,1% szlováknak, 2,8% egyéb, nem hazai nemzetiségűnek (10,7% nem nyilatkozott; a kettős identitások miatt a végösszeg nagyobb lehet 100%-nál). Vallásuk szerint 37,1% volt római katolikus, 3% református, 0,3% görög katolikus, 0,2% evangélikus, 0,2% ortodox, 0,1% izraelita, 1,5% egyéb keresztény, 1% egyéb katolikus, 11,3% felekezeten kívüli (45% nem válaszolt).

## Nevezetességei
- Szent Antal-templom
- Őszeszéki-tó
- Nandafalva

## Testvérvárosok
- Balatonakali, Magyarország
- Torda, Szerbia